# Томилины
Томи́лины (Тами́лины) — русская фамилия.
В Гербовник внесены несколько фамилий Томилиных:
1. Томилины, жалованные поместьями в 1652 году (Герб. Часть VII. № 98).
2. Томилины, потомство Алексея Даниловича Томилина, произведённого надворным советником в 1796 году (Герб. Часть IV. № 150)[1].
3. Потомки статского советника Валериана Томилина (Герб. Часть XV. № 12).

Фамилии Томилиных, многие Российскому Престолу служили дворянские службы в разных чинах и жалованы были от Государей в 1652 и других годах поместьями.

## Описание гербов

#### Герб Томилиных 1785 г.
В Гербовнике Анисима Титовича Князева 1785 года имеется изображение печати с гербом Дмитрия Павловича Томилина: щит разделен крестообразно на четыре части, в центре малый щиток, в серебряном поле, которого изображён восстающий золотой гриф, лапами в левую сторону и повёрнутой головой в правую сторону. В первой и четвёртой частях щита, в зеленовато-сером поле,  золотой тын (забор). Во второй части, в карминовом поле, серебряный рог. В третьей части, в золотом поле, серый рог. Щит увенчан коронованным дворянским шлемом, без шейного клейнода (нашлемник и намёт отсутствуют). Щитодержатели: с правой стороны восстающий гриф, мордой в право, с левой стороны, наполовину, выпрыгивающий лев, мордой вправо. Вокруг щита военная арматура в виде: пушек, знамён, сабли.

#### Герб. Часть IV. № 150.
Герб потомства Алексея Даниловича Томилина: в щите, имеющем серебряное поле, с правого нижнего к левому верхнему углу изображена голубая полоса с двумя на ней пятиугольными золотыми звёздами. Щит увенчан обыкновенным дворянским шлемом с дворянской на нём короной и тремя страусовыми перьями. Намёт на щите голубой, подложенный золотом.

#### Герб. Часть VII. № 98.
Герб рода Томилиных: щит разделён на четыре части, из коих в первой в голубом поле крестообразно положены две серебряные сабли, остриём вверх. Во второй и третьей частях в серебряном поле посередине горизонтально означена чёрная полоса, и на ней по одной золотой шестиугольной звезде. В четвёртой части в голубом поле серебряная подкова шипами вниз.
Щит увенчан дворянскими шлемом и короной. Намёт на щите голубой, подложенный серебром.

#### Герб. Часть XV. № 12.
Герб потомства статского советника Валериана Томилина: в зелёном щите золотой крест, перекрещенный на концах. В серебряной оконечности щита, горизонтально, чёрная шпага, обращённая остриём вправо. Над щитом дворянский коронованный шлем. Нашлемник: два страусовых пера - правое зелёное, левое серебряное. Между ними золотая пятиконечная звезда. Намёт: справа зелёный, подложен золотом, слева чёрный, подложен серебром.
Иван Томилин, капитан, жалован 05.07.1830 дипломом на потомственное дворянское достоинство.